# Ditrichum tortuloides
Ditrichum tortuloides là một loài rêu trong họ Ditrichaceae. Loài này được Grout mô tả khoa học đầu tiên năm 1927.